# لیکوی ابلق شمالی
لیکوی ابلق شمالی (نام علمی: Turdoides hypoleuca) نام یک گونه از سرده لیکوها است.